# إد نيكلسون
إد نيكلسون هو لاعب هوكي الجليد كندي، ولد في 9 سبتمبر 1923 في Portsmouth, Kingston ‏ في كندا، وتوفي في 15 يناير 1987.

## وصلات خارجية
- إد نيكلسون على موقع دوري الهوكي الوطني (الإنجليزية)
- إد نيكلسون على موقع قاعة مشاهير الهوكي (لاعب أن.إتش.أل) (الإنجليزية)
- إد نيكلسون على موقع EliteProspects.com (الإنجليزية)
- إد نيكلسون على موقع HockeyDB.com (الإنجليزية)
- إد نيكلسون على موقع Hockey-Reference.com (الإنجليزية)